# Tierfrieden

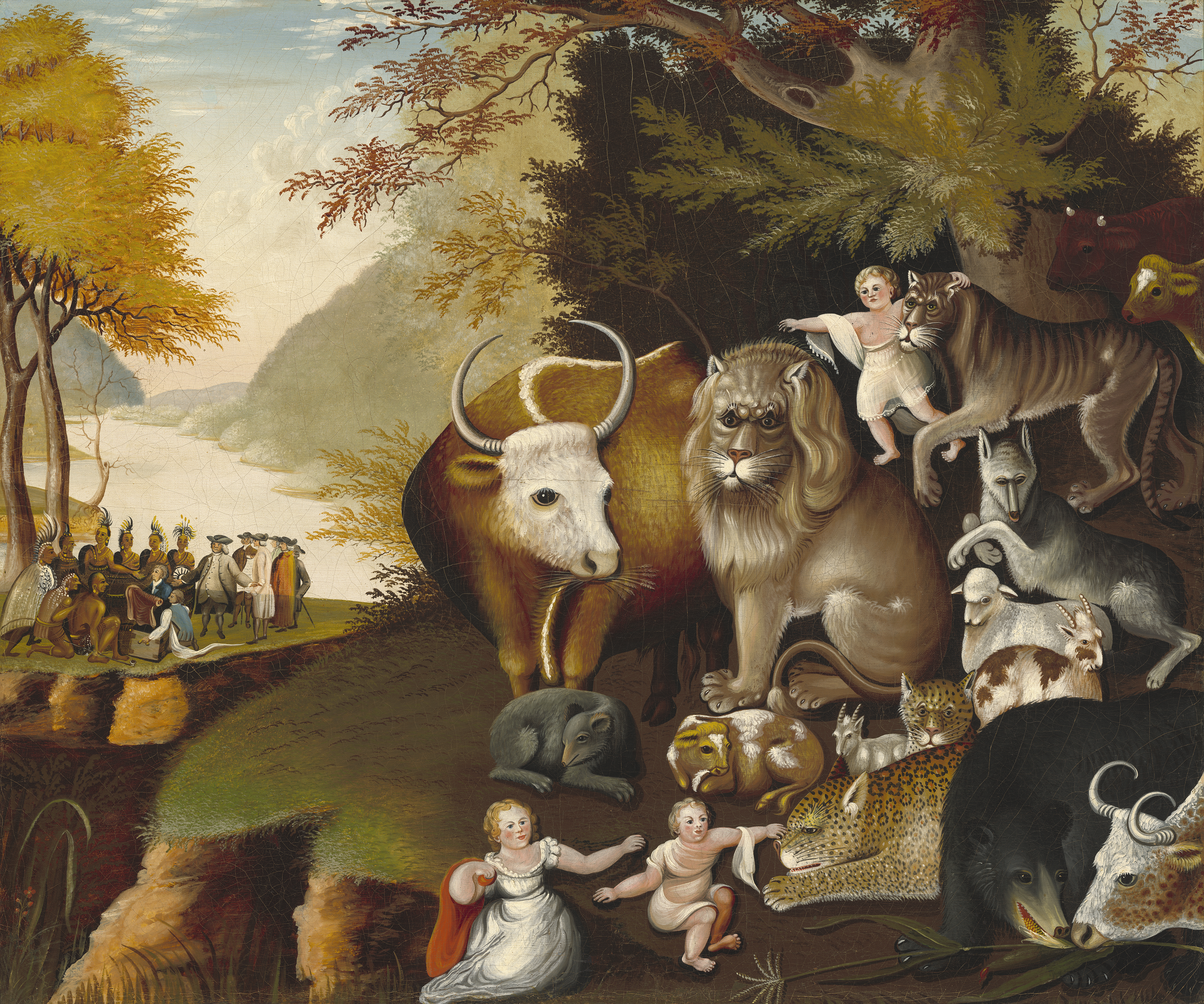
Friedensreich (Peaceable Kingdom), Edward Hicks, um 1834; im Vordergrund die Vision vom Tierfrieden nach ; im Hintergrund links ein Friedensschluss zwischen indigenen Amerikanern und europäischen Siedlern

Tierfrieden bezeichnet einen Zustand, in dem Raub- und Beutetiere friedlich miteinander leben. Diese gegen die Erfahrung gestellte Vision eines ursprünglichen und künftigen Heils wirkte geschichtlich als Leit- und Hoffnungsbild für Menschen.

## Tierfrieden in der Bibel

### Paradiesischer Frieden
Genesis 1 beschreibt den paradiesischen Vegetarismus oder auch Urfrieden. Erst nach dem Sündenfall erscheint Abel als erster Viehhirt, der Tiere schlachtet (Gen 4,4 ).
Gen 1, 27-30: Gott schuf also den Menschen als sein Abbild; als Abbild Gottes schuf er ihn. Als Mann und Frau schuf er sie. Gott segnete sie und Gott sprach zu ihnen: Seid fruchtbar und vermehrt euch, bevölkert die Erde, unterwerft sie euch und herrscht über die Fische des Meeres, über die Vögel des Himmels und über alle Tiere, die sich auf dem Land regen. Dann sprach Gott: Hiermit übergebe ich euch alle Pflanzen auf der ganzen Erde, die Samen tragen, und alle Bäume mit samenhaltigen Früchten. Euch sollen sie zur Nahrung dienen. Allen Tieren des Feldes, allen Vögeln des Himmels und allem, was sich auf der Erde regt, was Lebensatem in sich hat, gebe ich alle grünen Pflanzen zur Nahrung. So geschah es.

### Messianischer Frieden
Der alttestamentliche Prophet Jesaja (8. Jahrhundert v. Chr.) beschreibt in eschatologischen Bildern ein kommendes absolutes Friedensreich, in dem der sogenannte messianische Tierfrieden herrscht. So wie in dieser Vision die Tiere zusammenleben, werden auch die Menschen bzw. alle Geschöpfe in der Endzeit zusammenleben.  Typisch ist hier die paarweise Nennung von Raub- und Beutetieren. Im Gegensatz zum paradiesischen Frieden spielen Sünde und Gottesgericht beim jesajanischen Frieden keine Rolle. Jesaja beschreibt den Tierfrieden als kennzeichnend für die Herrschaft des erwarteten Messiaskönigs. 
Jes 11, 6-8: Die Wölfe werden bei den Lämmern wohnen und der Pardel bei den Böcken liegen. Ein kleiner Knabe wird Kälber und junge Löwen und Mastvieh miteinander treiben. Kühe und Bären werden an der Weide gehen, daß ihre Jungen beieinander liegen; und Löwen werden Stroh essen wie die Ochsen. Und ein Säugling wird seine Lust haben am Loch der Otter und ein Entwöhnter wird seine Hand stecken in die Höhle des Basilisken.
Jes 65,25: Wolf und Lamm sollen weiden zugleich, der Löwe wird Stroh essen wie ein Rind, und die Schlange soll Erde essen. Sie werden nicht schaden noch verderben auf meinem ganzen heiligen Berge, spricht der HERR.

## Außerbiblische Antike
Auch in der außerjüdischen Antike existiert die Vorstellung, dass sich die Tiere untereinander nichts tun und dass die Menschen sich daran ein Beispiel nehmen sollen. Das Motiv des Tierfriedens findet seine antike bildnerische Vorlage bei Orpheus. Er betört die Tiere mit der Musik seiner Lyra. 

## Darstellungen des Tierfriedens in der Kunst
Für die christliche Antike lässt sich ein umgrenzter geografischer Raum feststellen, in dem Mosaike mit Tierfriedensmotiven gefunden wurden, besonders in Syrien, Südtürkei, Libanon, Palästina, Jordanien. Insgesamt sind es zwölf erhaltene Mosaike, die alle auf des Ende des 5./Anfang des 6. Jahrhunderts datiert werden. Die einzige mittelalterliche Darstellung eines Tierfriedensmotivs findet sich am Dom zu Speyer. 
- Bsp.  Mosaik aus Syrien (5./6. Jhd.):

Das Mosaik zeigt die Darstellung Adams, der christusähnlich zwischen Tieren thront, die zu ihm aufschauen. Die Tiere sind nicht paarweise dargestellt, was einen Bezug zum jesajanischen Motiv ausschließt. Adam kann hier als Antitypus zum Typus Christus angesehen werden.
- Bsp.  Basilika in Karlik – (Ende 5. Jhd.):

Das Bild zeigt gepaarte Tiere im jesajanischen Frieden. Das Tierfriedensmosaik findet sich auf der Achse vor der Apsis. Dabei ist die Position des Motivs besonders wichtig. Bilder dieses Motivs befinden sich immer vor der Apsis bzw. auf der direkten Sichtachse zum Altar hin, im Hinblick auf Christus, der auf dem Altar geopfert wird, als Endziel dieser Sichtachse. Er ist am Ende schließlich derjenige, der den Zustand des allumfassenden Frieden herbeiführen wird. Im Seitenschiff wäre die Stellung des Tierfriedensmotivs wahrscheinlich zu beiläufig und würde seine zentrale Bedeutung verfehlen. Es gibt keine Hinweise einer Tierfriedensdarstellung in einer Apsiskalotte oder auf einer Apsisstirnwand.
- Neuzeit:

Das Königreich des Friedens Gemälde von Edward Hicks